# بسته گران‌بها
بستۀ گران‌بها (انگلیسی: The Precious Parcel) یک فیلم کمدی صامت کوتاه به کارگردانی ویلارد لوئیس است که در سال ۱۹۱۶ منتشر شد. از بازیگران این فیلم می‌توان به اولیور هاردی، بیلی روژ و فلورنس مک‌لاکلین اشاره کرد.